# Список астероїдів (65801—65900)
| Назва                   | Тимчасове позначення | Дата відкриття    | Місце відкриття                    | Відкривач                          |
| ----------------------- | -------------------- | ----------------- | ---------------------------------- | ---------------------------------- |
| (65801) 1996 AJ7        | 1996 AJ7             | 12 січня 1996     | Обсерваторія Кітт-Пік              | Spacewatch                         |
| (65802) 1996 BA3        | 1996 BA3             | 27 січня 1996     | Обсерваторія Оїдзумі               | Такао Кобаяші                      |
| 65803 Дідим             | 1996 GT              | 11 квітня 1996    | Обсерваторія Кітт-Пік              | Spacewatch                         |
| (65804) 1996 HT6        | 1996 HT6             | 18 квітня 1996    | Обсерваторія Кітт-Пік              | Spacewatch                         |
| (65805) 1996 HO14       | 1996 HO14            | 17 квітня 1996    | Обсерваторія Ла-Сілья              | Ерік Вальтер Ельст                 |
| (65806) 1996 HW18       | 1996 HW18            | 18 квітня 1996    | Обсерваторія Ла-Сілья              | Ерік Вальтер Ельст                 |
| (65807) 1996 JT9        | 1996 JT9             | 13 травня 1996    | Обсерваторія Кітт-Пік              | Spacewatch                         |
| (65808) 1996 LO1        | 1996 LO1             | 14 червня 1996    | Обсерваторія Галеакала             | NEAT                               |
| (65809) 1996 RW15       | 1996 RW15            | 13 вересня 1996   | Обсерваторія Кітт-Пік              | Spacewatch                         |
| (65810) 1996 RL26       | 1996 RL26            | 5 вересня 1996    | Обсерваторія Берґіш-Ґладбах        | Вольф Бікель                       |
| (65811) 1996 RW30       | 1996 RW30            | 13 вересня 1996   | Обсерваторія Ла-Сілья              | Упсала-DLR трояновий огляд         |
| (65812) 1996 SG7        | 1996 SG7             | 30 вересня 1996   | Обсерваторія Санта-Лючія Стронконе | Антоніо Ваньоцці                   |
| (65813) 1996 TT5        | 1996 TT5             | 7 жовтня 1996     | Огляд Каталіна                     | Тімоті Спар                        |
| (65814) 1996 TH8        | 1996 TH8             | 9 жовтня 1996     | Обсерваторія Галеакала             | NEAT                               |
| (65815) 1996 TB18       | 1996 TB18            | 4 жовтня 1996     | Обсерваторія Кітт-Пік              | Spacewatch                         |
| (65816) 1996 TW28       | 1996 TW28            | 7 жовтня 1996     | Обсерваторія Кітт-Пік              | Spacewatch                         |
| (65817) 1996 TC33       | 1996 TC33            | 10 жовтня 1996    | Обсерваторія Кітт-Пік              | Spacewatch                         |
| (65818) 1996 TP39       | 1996 TP39            | 8 жовтня 1996     | Обсерваторія Ла-Сілья              | Ерік Вальтер Ельст                 |
| (65819) 1996 TE40       | 1996 TE40            | 8 жовтня 1996     | Обсерваторія Ла-Сілья              | Ерік Вальтер Ельст                 |
| (65820) 1996 TR40       | 1996 TR40            | 8 жовтня 1996     | Обсерваторія Ла-Сілья              | Ерік Вальтер Ельст                 |
| (65821) 1996 UC3        | 1996 UC3             | 30 жовтня 1996    | Коллеверде ді Ґвідонія             | Вінченцо Касуллі                   |
| (65822) 1996 VO5        | 1996 VO5             | 14 листопада 1996 | Обсерваторія Ніхондайра            | Такеші Урата                       |
| (65823) 1996 VO10       | 1996 VO10            | 4 листопада 1996  | Обсерваторія Кітт-Пік              | Spacewatch                         |
| (65824) 1996 VJ11       | 1996 VJ11            | 4 листопада 1996  | Обсерваторія Кітт-Пік              | Spacewatch                         |
| (65825) 1996 VF19       | 1996 VF19            | 7 листопада 1996  | Обсерваторія Кітт-Пік              | Spacewatch                         |
| (65826) 1996 VA28       | 1996 VA28            | 11 листопада 1996 | Обсерваторія Кітт-Пік              | Spacewatch                         |
| (65827) 1996 VG32       | 1996 VG32            | 4 листопада 1996  | Обсерваторія Кітт-Пік              | Spacewatch                         |
| (65828) 1996 VZ37       | 1996 VZ37            | 1 листопада 1996  | Станція Сінлун                     | SCAP                               |
| (65829) 1996 WS2        | 1996 WS2             | 26 листопада 1996 | Станція Сінлун                     | SCAP                               |
| (65830) 1996 XA         | 1996 XA              | 1 грудня 1996     | Прескоттська обсерваторія          | Пол Комба                          |
| (65831) 1996 XQ4        | 1996 XQ4             | 6 грудня 1996     | Обсерваторія Кітт-Пік              | Spacewatch                         |
| (65832) 1996 XN5        | 1996 XN5             | 7 грудня 1996     | Обсерваторія Оїдзумі               | Такао Кобаяші                      |
| (65833) 1996 XE6        | 1996 XE6             | 7 грудня 1996     | Обсерваторія Оїдзумі               | Такао Кобаяші                      |
| (65834) 1996 XK7        | 1996 XK7             | 1 грудня 1996     | Обсерваторія Кітт-Пік              | Spacewatch                         |
| (65835) 1996 XJ11       | 1996 XJ11            | 2 грудня 1996     | Обсерваторія Кітт-Пік              | Spacewatch                         |
| (65836) 1996 XS15       | 1996 XS15            | 10 грудня 1996    | Станція Сінлун                     | SCAP                               |
| (65837) 1996 XX20       | 1996 XX20            | 5 грудня 1996     | Обсерваторія Кітт-Пік              | Spacewatch                         |
| (65838) 1996 XD26       | 1996 XD26            | 8 грудня 1996     | Обсерваторія Тітібу                | Наото Сато                         |
| (65839) 1996 XV28       | 1996 XV28            | 12 грудня 1996    | Обсерваторія Кітт-Пік              | Spacewatch                         |
| (65840) 1997 AA4        | 1997 AA4             | 6 січня 1997      | Обсерваторія Оїдзумі               | Такао Кобаяші                      |
| (65841) 1997 AD9        | 1997 AD9             | 2 січня 1997      | Обсерваторія Кітт-Пік              | Spacewatch                         |
| (65842) 1997 AF14       | 1997 AF14            | 4 січня 1997      | Станція Сінлун                     | SCAP                               |
| (65843) 1997 AR15       | 1997 AR15            | 12 січня 1997     | Обсерваторія Галеакала             | NEAT                               |
| (65844) 1997 AV15       | 1997 AV15            | 12 січня 1997     | Обсерваторія Галеакала             | NEAT                               |
| (65845) 1997 AK22       | 1997 AK22            | 14 січня 1997     | Станція Кампо Імператоре           | Андреа Боаттіні, Андреа Ді Паола   |
| (65846) 1997 BT2        | 1997 BT2             | 30 січня 1997     | Обсерваторія Оїдзумі               | Такао Кобаяші                      |
| (65847) 1997 BH6        | 1997 BH6             | 31 січня 1997     | Обсерваторія Кітт-Пік              | Spacewatch                         |
| 65848 Enricomari        | 1997 BP9             | 30 січня 1997     | Обсерваторія Азіаґо                | Маура Томбеллі                     |
| (65849) 1997 CF9        | 1997 CF9             | 1 лютого 1997     | Обсерваторія Кітт-Пік              | Spacewatch                         |
| (65850) 1997 CG28       | 1997 CG28            | 7 лютого 1997     | Станція Сінлун                     | SCAP                               |
| (65851) 1997 EM2        | 1997 EM2             | 4 березня 1997    | Обсерваторія Модри                 | Адріан Галад, А. Правда            |
| (65852) 1997 EX7        | 1997 EX7             | 7 березня 1997    | Обсерваторія Сан-Вітторе           | Обсерваторія Сан-Вітторе           |
| (65853) 1997 EV38       | 1997 EV38            | 5 березня 1997    | Сокорро (Нью-Мексико)              | LINEAR                             |
| (65854) 1997 EH46       | 1997 EH46            | 7 березня 1997    | Обсерваторія Берґіш-Ґладбах        | Вольф Бікель                       |
| (65855) 1997 GQ5        | 1997 GQ5             | 8 квітня 1997     | Обсерваторія Кітт-Пік              | Spacewatch                         |
| (65856) 1997 GX11       | 1997 GX11            | 3 квітня 1997     | Сокорро (Нью-Мексико)              | LINEAR                             |
| (65857) 1997 GN17       | 1997 GN17            | 3 квітня 1997     | Сокорро (Нью-Мексико)              | LINEAR                             |
| (65858) 1997 GL35       | 1997 GL35            | 6 квітня 1997     | Сокорро (Нью-Мексико)              | LINEAR                             |
| 65859 Madler            | 1997 GF42            | 9 квітня 1997     | Обсерваторія Ла-Сілья              | Ерік Вальтер Ельст                 |
| (65860) 1997 HW7        | 1997 HW7             | 30 квітня 1997    | Сокорро (Нью-Мексико)              | LINEAR                             |
| (65861) 1997 JK4        | 1997 JK4             | 1 травня 1997     | Сокорро (Нью-Мексико)              | LINEAR                             |
| (65862) 1997 JN11       | 1997 JN11            | 3 травня 1997     | Обсерваторія Ла-Сілья              | Ерік Вальтер Ельст                 |
| (65863) 1997 KW1        | 1997 KW1             | 28 травня 1997    | Обсерваторія Кітт-Пік              | Spacewatch                         |
| (65864) 1997 OT         | 1997 OT              | 27 липня 1997     | Коссоль                            | ODAS                               |
| (65865) 1997 OQ1        | 1997 OQ1             | 31 липня 1997     | Обсерваторія Кітт-Пік              | Spacewatch                         |
| (65866) 1997 PA4        | 1997 PA4             | 10 серпня 1997    | Обсерваторія Ренд                  | Джордж Віском                      |
| (65867) 1997 QG5        | 1997 QG5             | 25 серпня 1997    | Обсерваторія Ріді-Крик             | Джон Бротон                        |
| (65868) 1997 RR5        | 1997 RR5             | 8 вересня 1997    | Прескоттська обсерваторія          | Пол Комба                          |
| (65869) 1997 SP17       | 1997 SP17            | 30 вересня 1997   | Обсерваторія Наніо                 | Томімару Окуні                     |
| (65870) 1997 UK9        | 1997 UK9             | 30 жовтня 1997    | Обсерваторія Галеакала             | NEAT                               |
| (65871) 1997 UC22       | 1997 UC22            | 28 жовтня 1997    | Станція Сінлун                     | SCAP                               |
| (65872) 1997 VQ2        | 1997 VQ2             | 1 листопада 1997  | Станція Сінлун                     | SCAP                               |
| (65873) 1997 WD7        | 1997 WD7             | 24 листопада 1997 | Обсерваторія Кітт-Пік              | Spacewatch                         |
| (65874) 1997 WL13       | 1997 WL13            | 24 листопада 1997 | Обсерваторія Наті-Кацуура          | Йошісада Шімідзу, Такеші Урата     |
| (65875) 1997 WY14       | 1997 WY14            | 23 листопада 1997 | Обсерваторія Кітт-Пік              | Spacewatch                         |
| (65876) 1997 WV28       | 1997 WV28            | 29 листопада 1997 | Обсерваторія Кітт-Пік              | Spacewatch                         |
| (65877) 1997 XK1        | 1997 XK1             | 4 грудня 1997     | Обсерваторія Оїдзумі               | Такао Кобаяші                      |
| (65878) 1997 XD10       | 1997 XD10            | 5 грудня 1997     | Обсерваторія Оїдзумі               | Такао Кобаяші                      |
| (65879) 1997 YC2        | 1997 YC2             | 21 грудня 1997    | Обсерваторія Оїдзумі               | Такао Кобаяші                      |
| (65880) 1997 YD5        | 1997 YD5             | 21 грудня 1997    | Станція Сінлун                     | SCAP                               |
| (65881) 1997 YO5        | 1997 YO5             | 25 грудня 1997    | Обсерваторія Оїдзумі               | Такао Кобаяші                      |
| (65882) 1997 YR8        | 1997 YR8             | 28 грудня 1997    | Обсерваторія Санта-Лючія Стронконе | Обсерваторія Санта-Лючія Стронконе |
| (65883) 1997 YX13       | 1997 YX13            | 31 грудня 1997    | Обсерваторія Оїдзумі               | Такао Кобаяші                      |
| (65884) 1997 YP15       | 1997 YP15            | 29 грудня 1997    | Обсерваторія Кітт-Пік              | Spacewatch                         |
| 65885 Лубенов (Lubenow) | 1997 YF20            | 27 грудня 1997    | Станція Андерсон-Меса              | Марк Буї                           |
| (65886) 1998 AM         | 1998 AM              | 5 січня 1998      | Обсерваторія Оїдзумі               | Такао Кобаяші                      |
| (65887) 1998 AW6        | 1998 AW6             | 5 січня 1998      | Станція Сінлун                     | SCAP                               |
| (65888) 1998 BS3        | 1998 BS3             | 18 січня 1998     | Обсерваторія Кітт-Пік              | Spacewatch                         |
| (65889) 1998 BB4        | 1998 BB4             | 23 січня 1998     | Обсерваторія Зено                  | Том Стаффорд                       |
| (65890) 1998 BW23       | 1998 BW23            | 26 січня 1998     | Обсерваторія Кітт-Пік              | Spacewatch                         |
| (65891) 1998 BQ24       | 1998 BQ24            | 28 січня 1998     | Обсерваторія Оїдзумі               | Такао Кобаяші                      |
| (65892) 1998 BH30       | 1998 BH30            | 28 січня 1998     | Бедуен                             | П'єр Антоніні                      |
| (65893) 1998 BY33       | 1998 BY33            | 31 січня 1998     | Обсерваторія Оїдзумі               | Такао Кобаяші                      |
| 65894 Echizenmisaki     | 1998 BO48            | 30 січня 1998     | Обсерваторія Ґейсей                | Тсутому Секі                       |
| (65895) 1998 CP         | 1998 CP              | 3 лютого 1998     | Обсерваторія Клеть                 | Мілош Тіхі, Зденек Моравец         |
| (65896) 1998 CW1        | 1998 CW1             | 1 лютого 1998     | Станція Сінлун                     | SCAP                               |
| (65897) 1998 DQ7        | 1998 DQ7             | 22 лютого 1998    | Обсерваторія Галеакала             | NEAT                               |
| (65898) 1998 DG9        | 1998 DG9             | 22 лютого 1998    | Обсерваторія Галеакала             | NEAT                               |
| (65899) 1998 DG12       | 1998 DG12            | 23 лютого 1998    | Обсерваторія Кітт-Пік              | Spacewatch                         |
| (65900) 1998 DV15       | 1998 DV15            | 23 лютого 1998    | Обсерваторія Галеакала             | NEAT                               |